# Reiko Nakamura
Reiko Nakamura (jap. 中村 礼子, Nakamura Reiko; * 17. Mai 1982 in Yokohama) ist eine japanische Rückenschwimmerin.
Reiko Nakamura hatte ihren internationalen Durchbruch im Rahmen der Sommer-Universiade 2001 in Peking, wo sie Gold über 200 m Rücken gewann. Auf derselben Strecke gewann sie bei den Kurzbahnweltmeisterschaften 2002 in Moskau Silber hinter Lindsay Benko. 2003 kam bei der Universiade erneut Gold über 200 m Rücken, Silber über 100 m Rücken und Bronze mit der 4 × 100-m-Lagenstaffel hinzu. Auf ihrer Spezialstrecke 200 m Rücken gewann Nakamura auch die Bronzemedaille bei den Olympischen Spielen 2004 in Athen. Über 100 m Rücken verpasste sie eine weitere Medaille als Vierte knapp. Mit der 4 × 100-m-Lagenstaffel wurde sie Fünfte. Ebenfalls über 200 m Rücken gewann die Yokohamarin bei den Weltmeisterschaften 2005 in Montreal Bronze, über 100 m verpasste sie wie schon bei den Olympischen Spielen im Jahr zuvor Bronze als Viertplatzierte. Hinzu kam ein siebter Rang mit der Lagenstaffel.
Das Jahr 2006 brachte für Nakamura den ersten Gewinn eines internationalen Titels. Im Rahmen der Pan-Pazifik-Meisterschaften in Victoria gewann sie Gold über 200 m Rücken sowie Bronze über 100 m. Auch bei den Weltmeisterschaften 2007 in Melbourne konnte die Japanerin Erfolge verbuchen. Sie gewann die Bronzemedaillen über 100 m und 200 m Rücken. Über 50 m Rücken wurde sie Fünfte, mit der Lagenstaffel Sechste. Höhepunkt des Jahres 2008 wurden die Olympischen Spiele in Peking. Zunächst erreichte Nakamura das Finale über 100 m Rücken und wurde dort wie auch in ihrem dritten und letzten Rennen mit der Lagenstaffel Sechste. Über 200 m Rücken gewann sie erneut die Bronzemedaille hinter Kirsty Coventry aus Simbabwe und Margaret Hoelzer aus den USA. Sie stellte dabei mit 2:07,13 Minuten einen neuen Asienrekord auf.